# Chiesa di San Carlo Borromeo (Barbengo)
La chiesa di San Carlo Borromeo, conosciuta dai locali come Cattedrale del deserto, è un edificio religioso che si trova a Cernesio, nel quartiere luganese di Barbengo.

## Storia
La chiesa venne costruita fra il 1891 ed il 1895 su progetto di Costantino Maselli e voluta dal Cavalier Carlo Martinetti, che dopo esser emigrato da giovane in Algeria dove fece un voto a San Carlo, decise di dedicargli una chiesa nel caso in cui avesse avuto successo in Africa.

## Descrizione
La chiesa ha una pianta a croce latina.
La parte inferiore della facciata esterna è realizzata in blocchi lavorati di porfido rosa del Ceresio, una pietra naturale tipica del luogo proveniente dalle vicine cave.